# Kościelec (gmina)
Kościelec [kɔɕˈt͡ɕɛlɛt͡s] est une commune rurale de la voïvodie de Grande-Pologne et du powiat de Koło. Elle s'étend sur 105,9 km2 et comptait 6 729 habitants en 2010. Elle se situe à environ 6 kilomètres au sud-ouest de la ville de Koło et à 116 kilomètres de Poznań, la capitale régionale.